# Jørgen Bo Petersen
Jørgen Bo Petersen, nacido el 11 de abril de 1970, es un ciclista danés nacido en Hørsholm, que fue profesional de 2000 a 2004.

## Palmarés
1992
- 2° en el Campeonato de Dinamarca Contrarreloj

2001
- Tour de Luxemburgo
- Vuelta a Sajonia, más 1 etapa
- 1 etapa de la París-Corrèze
- 2° en el Campeonato de Dinamarca Contrarreloj

2002
- Gran Premio de Schwarzwald
- 1 etapa del Circuit des Mines

2003
- 2° en el Campeonato de Dinamarca Contrarreloj